# Wo willst du hin?
Wo willst du hin? ist ein Lied des deutschen Soul- und R&B-Sängers Xavier Naidoo, das im Februar 2002 erschien.

## Entstehung und Veröffentlichung
Das Lied wurde vom Interpreten selbst, zusammen mit Michael Herberger, getextet, komponiert sowie produziert.
Die Erstveröffentlichung von Wo willst du hin? erfolgte als Single am 18. Februar 2002 bei Naidoo Records. Diese erschien als CD-Maxi-Single mit fünf verschiedenen Versionen des Liedes (Katalognummer: CDS 056-66013). Am 25. März desselben Jahres erschien das Lied als Teil von Naidoos dritten Studioalbum Zwischenspiel – Alles für den Herrn (Katalognummer: 908-66022), dessen erste Singleauskopplung es ist.

## Musikvideo
Das dazugehörige Musikvideo entstand unter der Regie von Marcus Sternberg.

## Chartplatzierungen
In Deutschland konnte sich das Lied neun Wochen in den Top 10 halten, zwei Wochen davon auf der Platz drei. Insgesamt platzierte sich das Lied zwischen 2002 und 2008 17 Wochen in den deutschen Singlecharts. Es ist nach Sie sieht mich nicht (März 1999) und Adriano (Letzte Warnung) (Juli 2001) Naidoos dritter Top-10-Hit. In Österreich belegte das Stück Platz 13 und verweilte 18 Wochen in den Charts. In der Schweiz erreichte es mit Platz elf seine beste Platzierung und blieb dort 15 Wochen in den Charts.
| ChartsChartplatzierungen | Höchstplatzierung | Wochen |
| ------------------------ | ----------------- | ------ |
| Deutschland (GfK)        | 3 (17 Wo.)        | 17     |
| Österreich (Ö3)          | 13 (18 Wo.)       | 18     |
| Schweiz (IFPI)           | 11 (15 Wo.)       | 15     |

| ChartsJahrescharts (2002) | Platzierung |
| ------------------------- | ----------- |
| Deutschland (GfK)         | 27          |
| Österreich (Ö3)           | 61          |